# Bulbophyllum hodgsonii
Bulbophyllum hodgsonii är en orkidéart som beskrevs av Murray Ross Henderson. Bulbophyllum hodgsonii ingår i släktet Bulbophyllum och familjen orkidéer. Inga underarter finns listade i Catalogue of Life.